# Amphioplus timsae
Amphioplus timsae is een slangster uit de familie Amphiuridae.
De wetenschappelijke naam van de soort werd in 1926 gepubliceerd door Theodor Mortensen.